# Свято-Андріївський кафедральний собор (Запоріжжя)
Свято-Андріївський кафедральний собор — православний кафедральний собор Запорізької єпархії УПЦ МП в місті Запоріжжя, у Шевченківському районі. Собор названий на честь святого Андрія Первозваного — одного з дванадцяти апостолів Господа Ісуса Христа.

## Історія

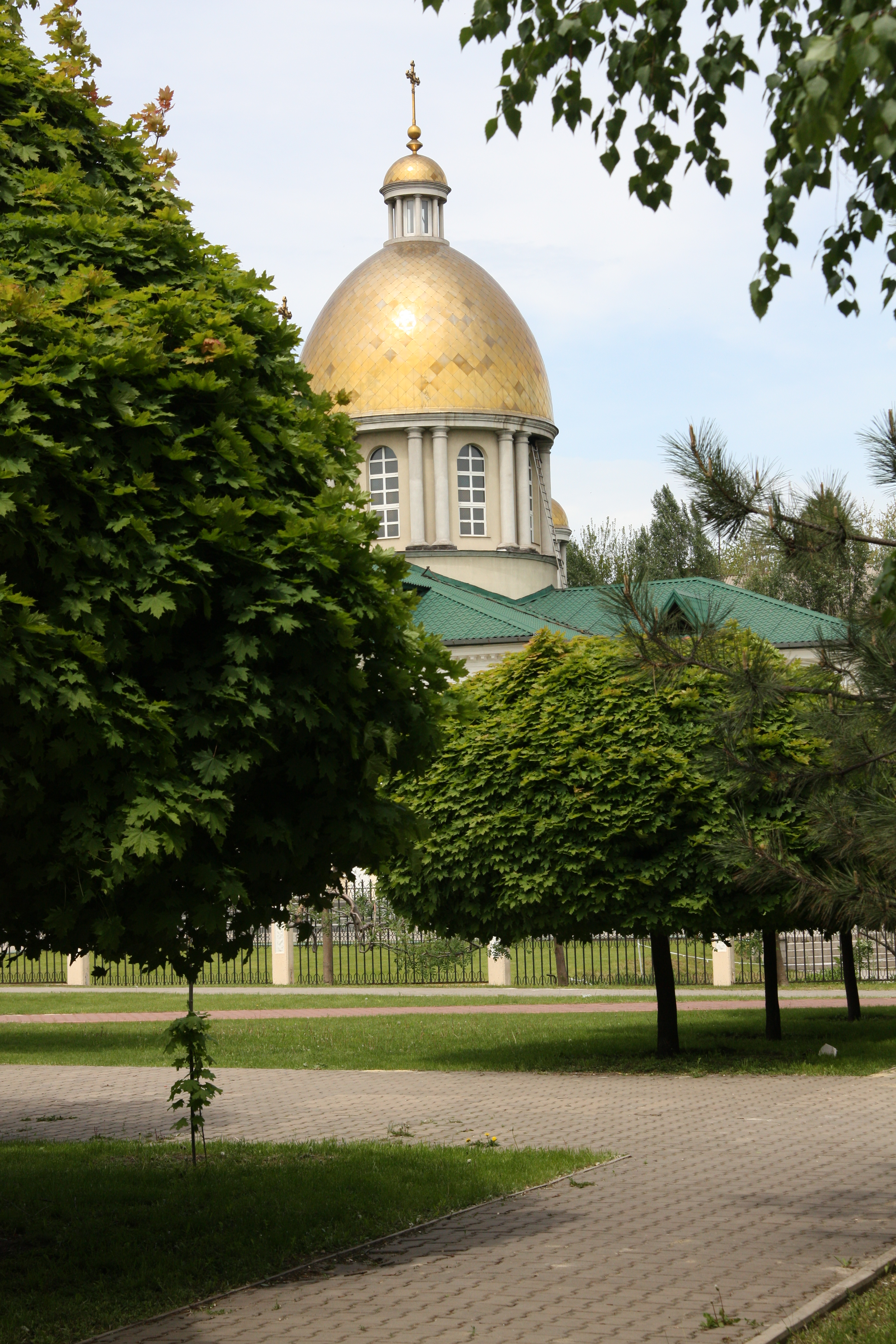
Свято-Андріївський кафедральний собор

У Запоріжжі після Другої світової війни впроваджувалася програма КПРС під гаслом «З усіх мистецтв для нас найважливішим є кіно». Тоді ж був зведений кінотеатр імені Тараса Шевченка, який містяни відвідували із задоволення, передивлятися улюблені фільми по багато разів поспіль, копіюючи одяг і зачіски улюблених акторів. Ніхто, напевно, тоді й подумати не міг, що через декілька десятиліть і атеїстичного СРСР просто не стане ні Радянського Союзу, ні кінотеатру — одного з найбільш затребуваних у промисловому районі міста на початку 1990-х років, коли була відновлена незалежність Україна, але його доля спіткала як й інших багатьох кінотеатрів міста, що перебували на межі існування. На той час паросток християнської віри, який майже 70 років намагалася придушити радянська влада, вже міцно почав відроджуватися. 
4 вересня 1995 року, за благословенням архієпископа Запорізького та Мелітопольського Василія, була зареєстрована Свято-Андріївська релігійна громада УПЦ — число християнських громад міста поповнив майбутній Свято-Андріївський собор. Спочатку громада займала лише одне з приміщень кінотеатру імені Шевченка, яке було освячено на честь преподобного Серафима Саровського.
У 2000 році, за сприянням тодішнього генерального директора підприємства «Мотор Січ» В'ячеслава Богуслаєва, у приміщенні колишнього кінотеатру було розпочато капітальний ремонт та переобладнання його у новий Свято-Андріївський собор УПЦ. У 2001 році, завдяки чималим фінансовим вкладенням, дозволили новому величному храму у Шевченківському районі міста  святкувати його відкриття. У світле свято Різдво Христове Свято-Андріївський кафедральний собор був освячений, і в його стінах була проведена перша літургія.
У 2002 році, за сприянням та фінансовій підтримці підприємства «Мотор Січ», завершено внутрішнє оздоблення храму запрошеними майстрами сім'ї художників Жадан.
24 грудня 2003 року, на площі біля кафедрального собору відкритий пам'ятник на честь святого апостола Андрію Первозванному (скульптори — М. С. Соболь, М. М. Соболь.

Пам'ятник Андрію Первозваному
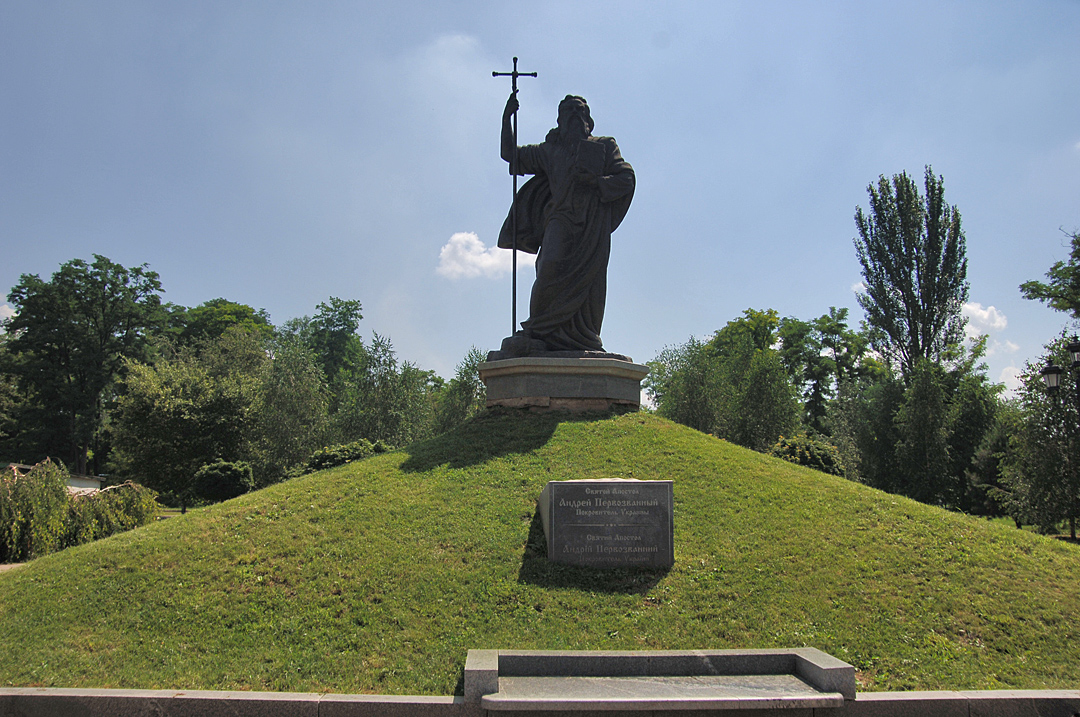
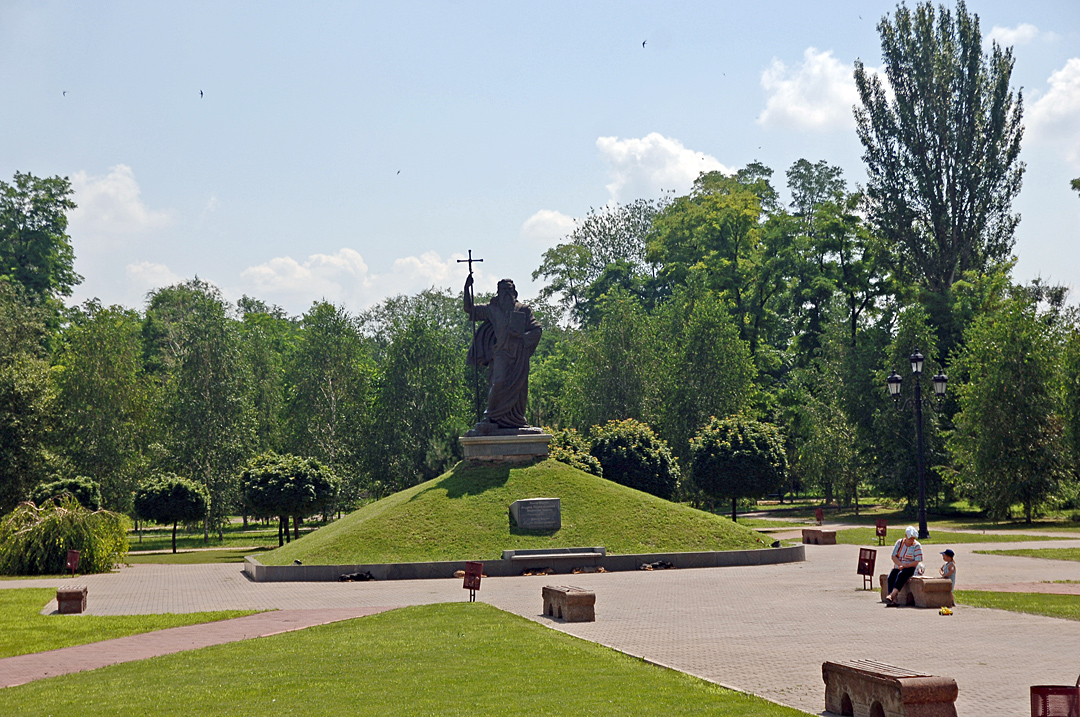

### Архітектура
Складовими частинами Свято-Андрівського кафедрального собору є:  хрестоподібна в плані (45х25 м) двоповерхова центральнокупольна храмова споруда з незвично зверненим на північний захід притвором та трьома притварами (апостола Андрія Первозванного, преподобного Серафима Саровського, Пресвятої Богородиці), п'ятиярусна дзвіниця у південно-західній частині та образ Пресвятої Богородиці Валаамської ліворуч від центрального входу собору.
Архітектуру витримано у класичному стилі церковної будівлі, яка відрізняє строгість ліній при простоті декоративних елементів: колони і пілястри іонічного ордера, розірвані декоративні фронтони з мальовничими зображеннями на біблійні теми, високі арки світлового барабана, декоративні главки осей трансепта, широкий лобовий карниз на кронштейнах, пологі арки тимпанів та скульптура святого Андрія Первозванного над центральним входом. Внутрішній простір собору відрізняє чималий розпис розділеного на дзеркала простору, триярусний іконостас та семиярусне панікадило.
У 2001 році біля собору зведена п'ятиярусна дзвіниця із застосуванням деяких архітектурних прийомів, що й в основній будівлі, особливо виражене її членування на яруси за допомогою складнопрофільних карнизів і різниці їх периметрів: перші два — квадратні, третій– — менший за обсягом, прихований декоративними фронтонами, четвертий — восьмигранник з колонами доричного ордера, п'ятий — коло, яке увінчане напівсферичним куполом. У 2001 році також відкрита недільна школа.

### Ракетний обстріл

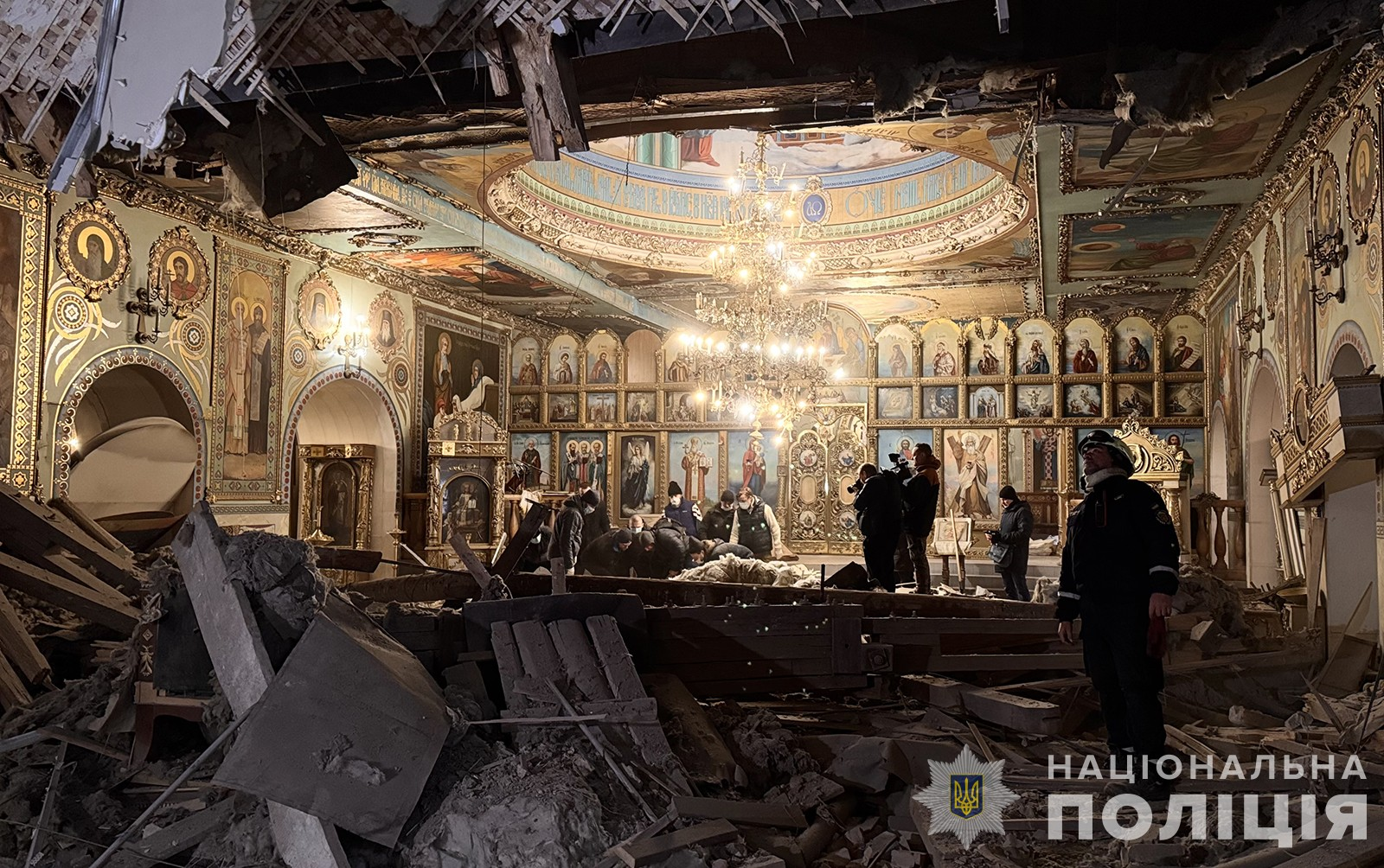
Наслідки обстрілу

18 січня 2025 року близько 06:00 російські окупанти вчергове атакували Запоріжжя, поціливши в об'єкт інфраструктури у Шевченківському районі, одна людина загинула, 12 осіб зазнали поранень, пошкоджена адміністративна будівля, житлові будинки, в тому числі і Свято-Андріївський кафедральний собор та приватні автівки.

## Галерея

Парк імені Тараса Шевченка
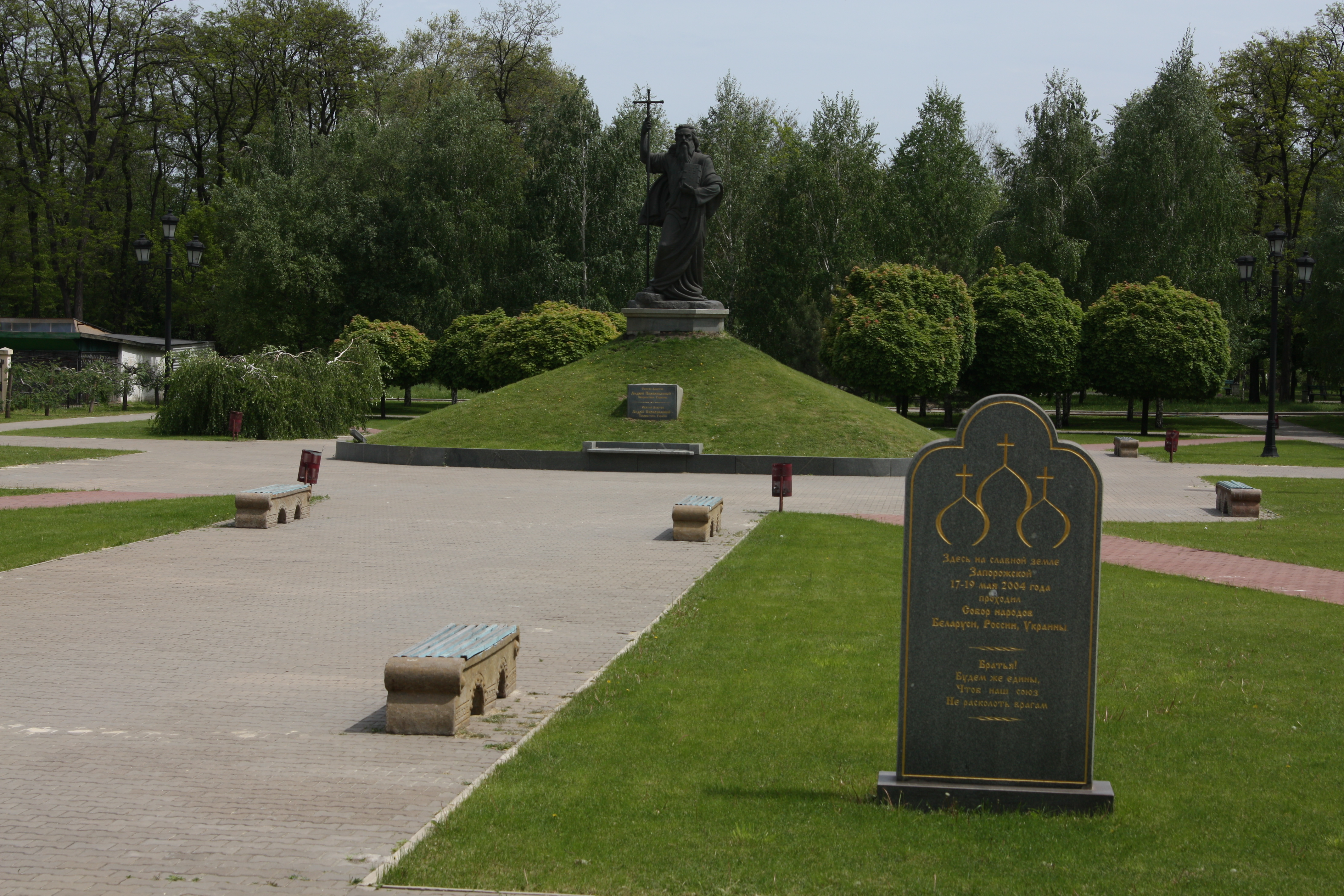
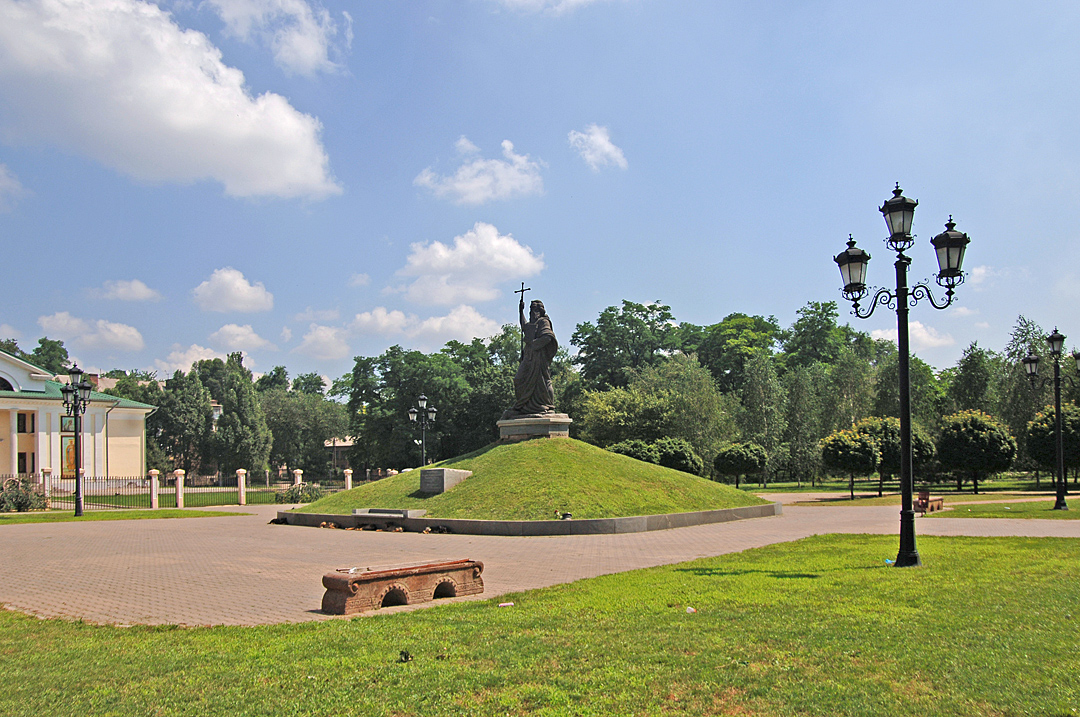
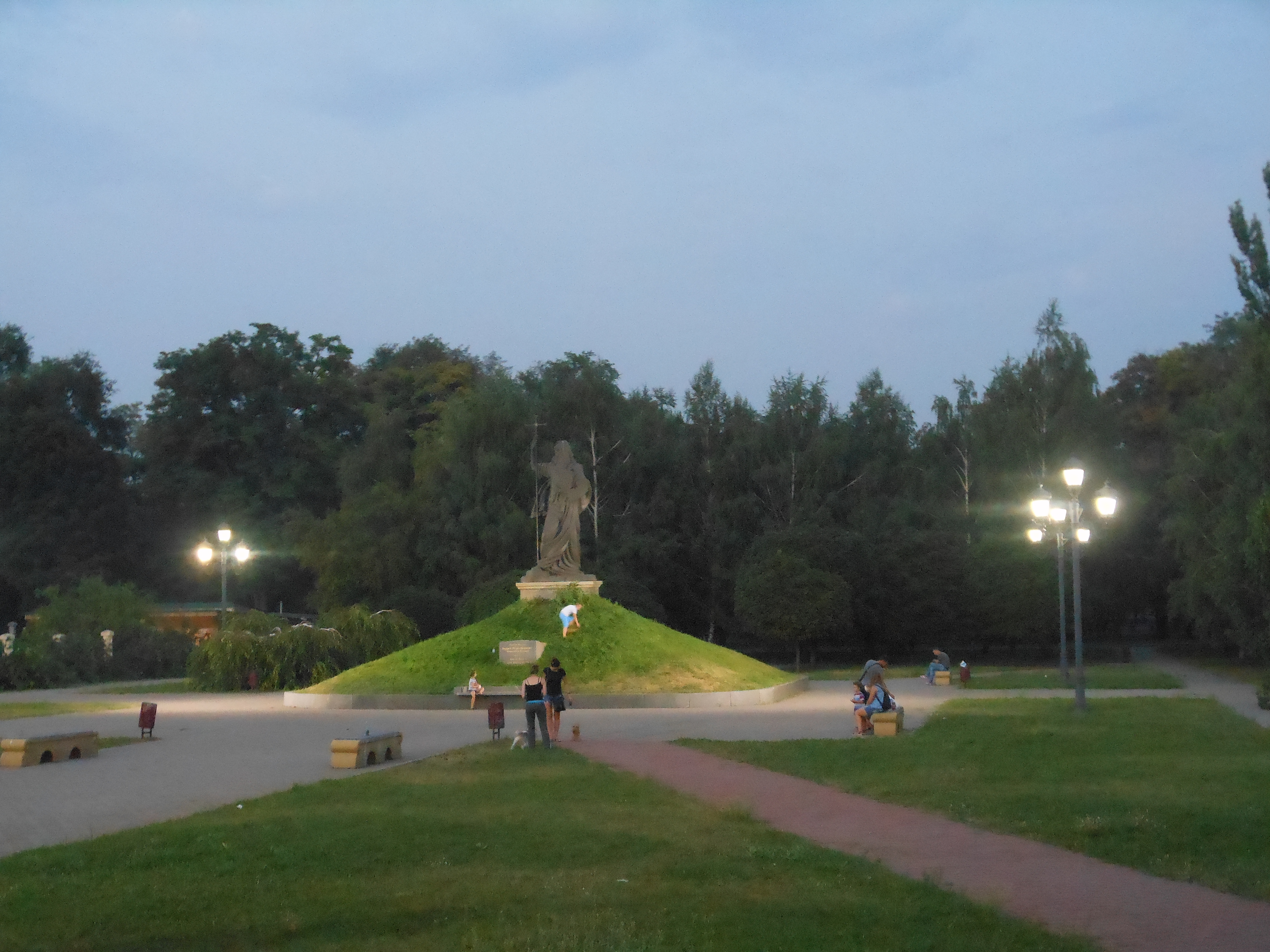